# Sphaeranthus strobiliferus
Sphaeranthus strobiliferus là một loài thực vật có hoa trong họ Cúc. Loài này được Boiss. & Noë miêu tả khoa học đầu tiên năm 1856.